# Плајита (Јабукоа, Порторико)
Плајита (шп. Playita, Yabucoa) село је у општини Јабукоа у америчкој острвској територији Порторико, острвској држави Кариба.

## Демографија
По попису из 2010. године број становника је 1.558, што је 634 (-28,9%) становника мање него 2000. године.
| Група             | 2000.         | 2010.         |
| Белци             | 15 (0,7%)     | 1 (0,1%)      |
| Афроамериканци    | 279 (12,7%)   | 280 (18,0%)   |
| Азијати           | 3 (0,1%)      | 0 (0,0%)      |
| Хиспаноамериканци | 2.175 (99,2%) | 1.557 (99,9%) |
| Укупно            | 2.192         | 1.558         |